# IC 5259
IC 5259 — галактика типу NF (в процесі підтвердження) у сузір'ї Ящірка.
Цей об'єкт міститься в оригінальній редакції індексного каталогу.